# 舒托瓦
49°52′41″N 23°17′2″E / 49.87806°N 23.28389°E
舒托瓦（烏克蘭語：Шутова），是烏克蘭的村落，位於該國西部利沃夫州，由亞沃里夫區負責管轄，始建於1624年，面積1.14平方公里，海拔高度260米，2001年人口433，人口密度每平方公里379.82人。